# Marouette ponctuée
Porzana porzana
Espèce
Statut de conservation UICN

 LC  : Préoccupation mineure

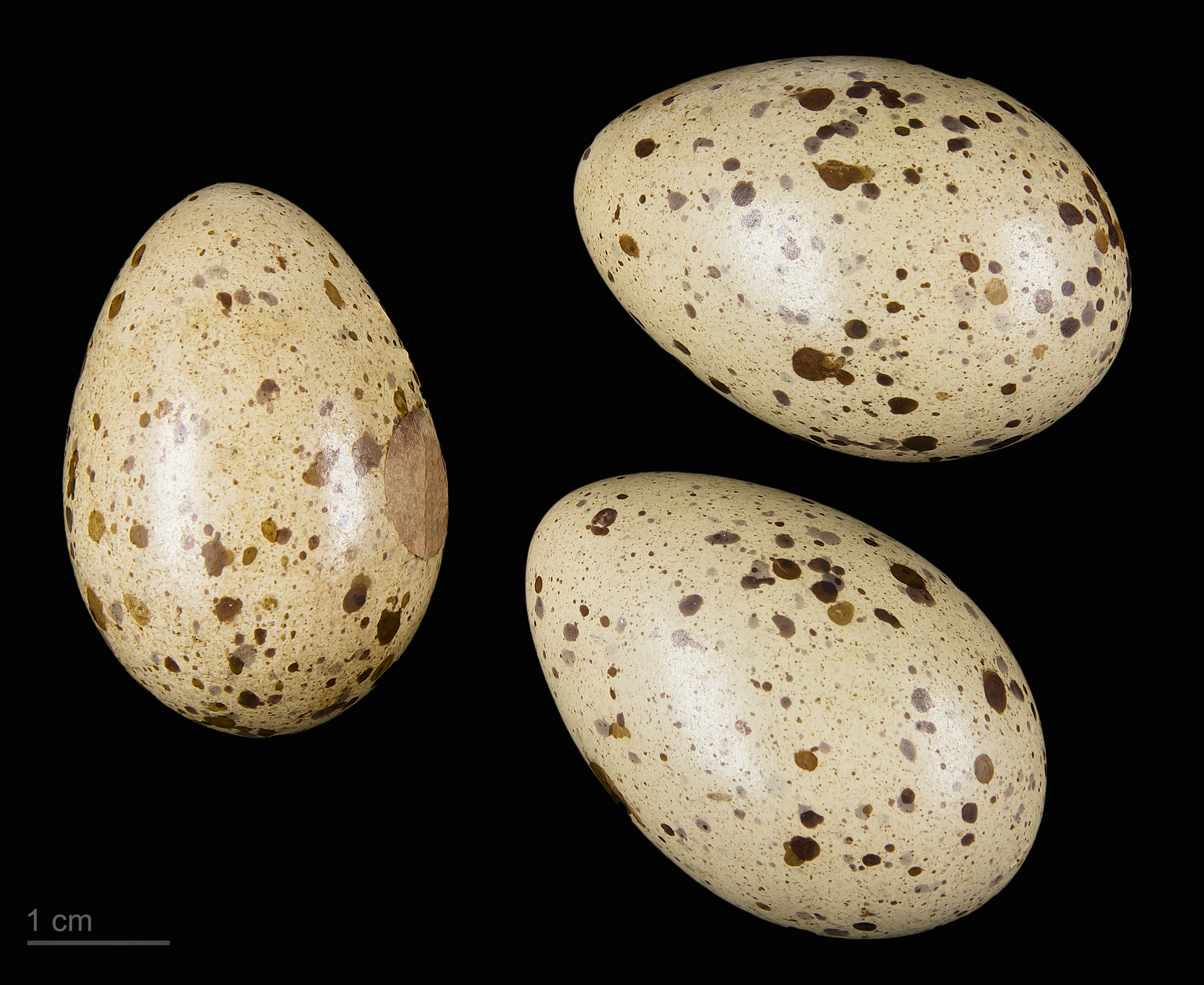
Porzana porzana - MHNT

La Marouette ponctuée (Porzana porzana) est une des trois espèces de marouettes vivant en France (les deux autres étant la Marouette poussin et la Marouette de Baillon).

## Galerie

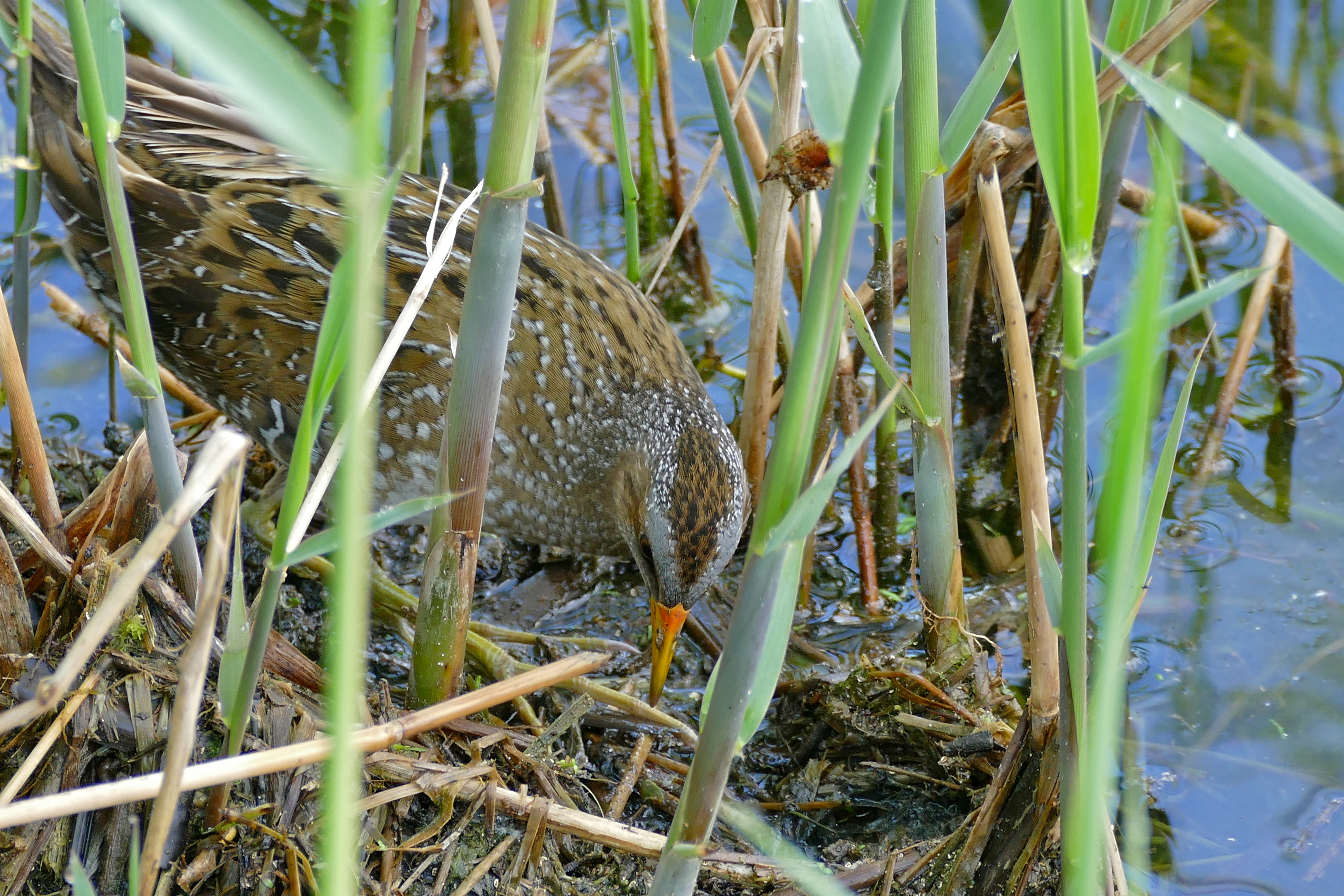
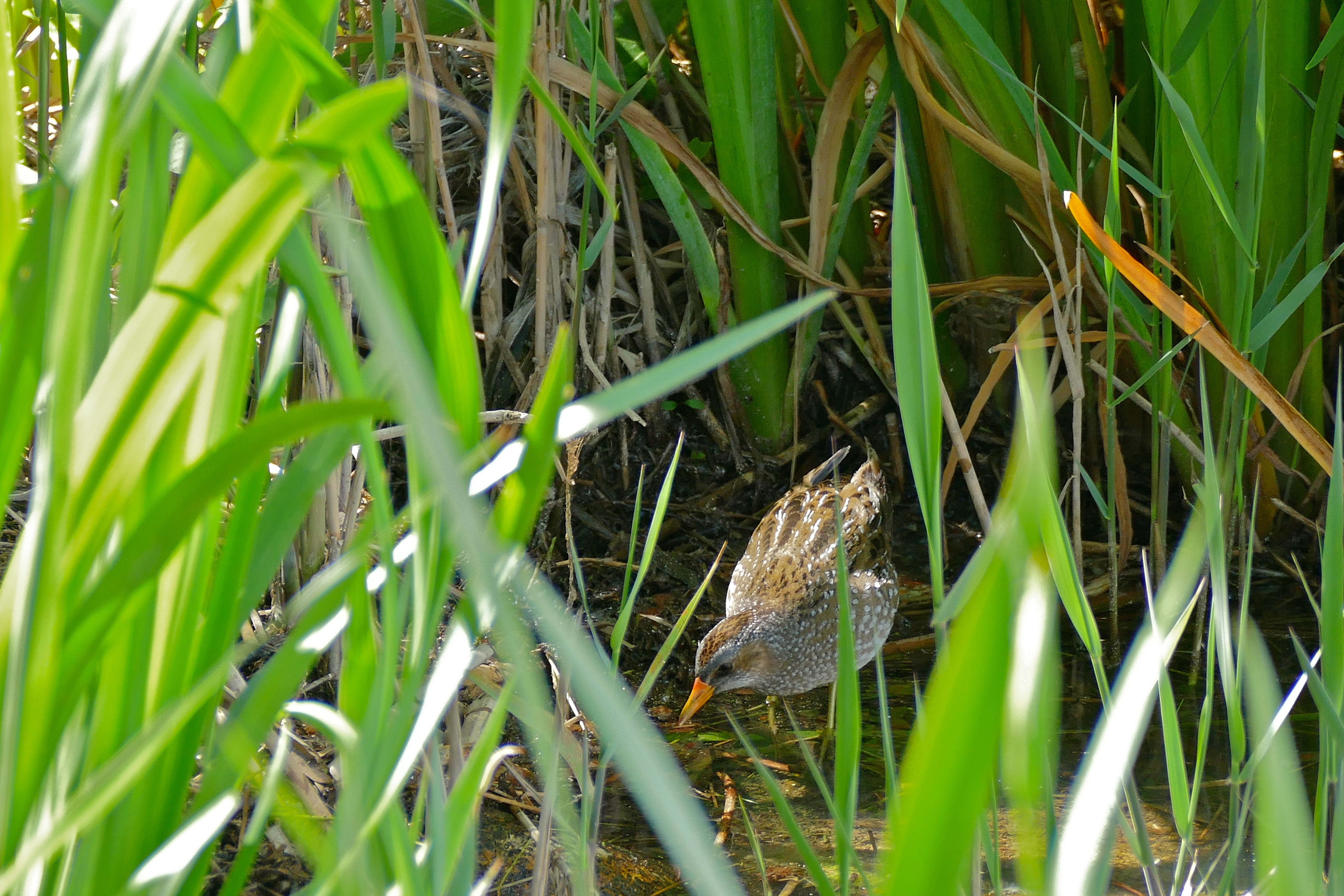
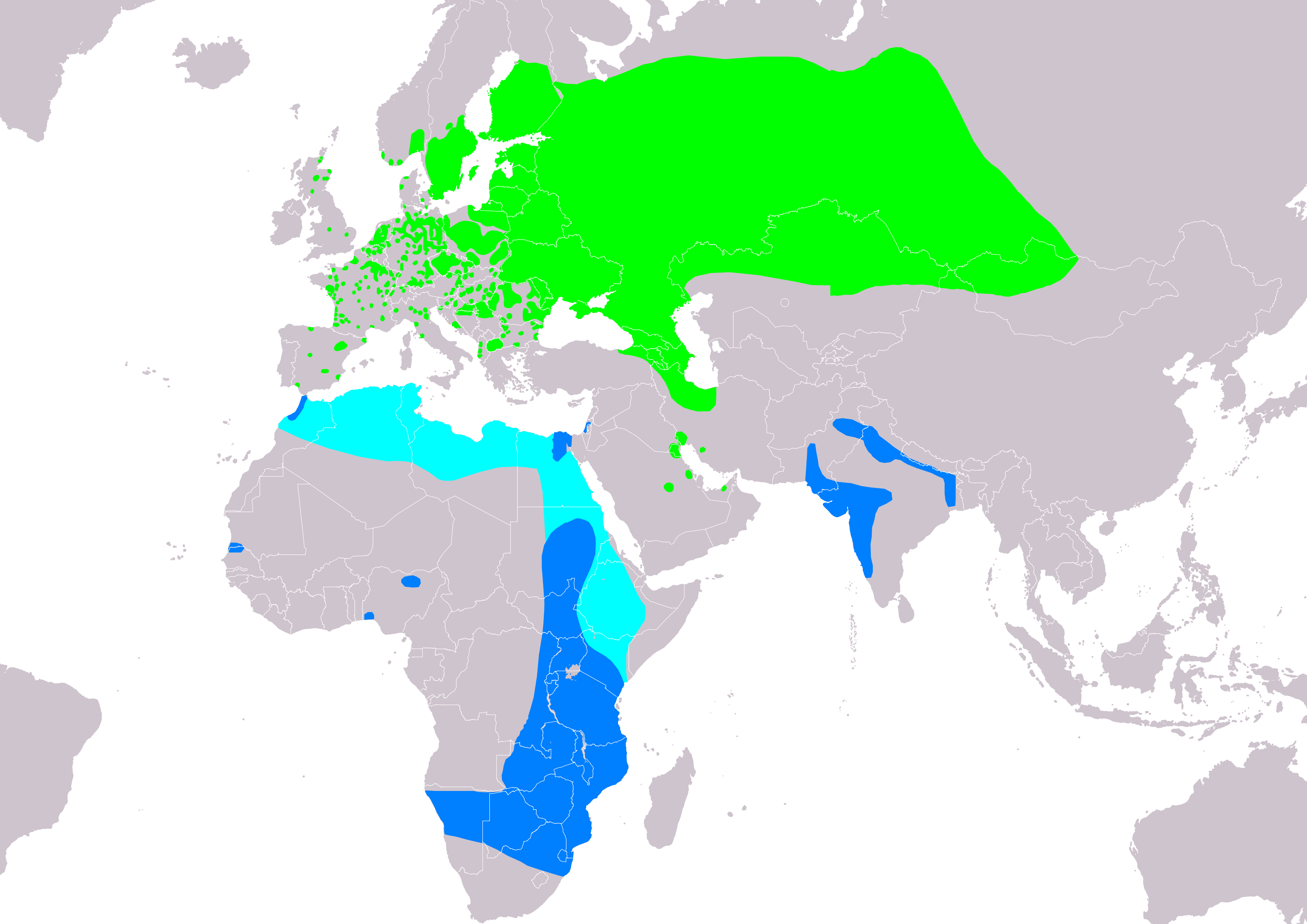